# Jayce Hawryluk
Jayce Hawryluk, född 1 januari 1996 i Yorkton, är en kanadensisk professionell ishockeyforward som spelade för Skellefteå AIK i SHL. Han har tidigare spelat för Florida Panthers i National Hockey League (NHL), Springfield Thunderbirds i American Hockey League (AHL), Manchester Monarchs i ECHL och Brandon Wheat Kings i Western Hockey League (WHL).
Hawryluk draftades i andra rundan i 2014 års draft av Florida Panthers som 32:a spelare totalt.

## Statistik
| 2010–2011  | Russel Rams              |            | 54  | 138 | 126 | 264 | —   | —  | —  | —  | —  | —  |
| 2011–2012  | Parkland Rangers         | MMHL       | 40  | 31  | 36  | 67  | 138 | —  | —  | —  | —  | —  |
| 2012–2013  | Brandon Wheat Kings      | WHL        | 61  | 18  | 25  | 43  | 46  | —  | —  | —  | —  | —  |
| 2013–2014  | Brandon Wheat Kings      | WHL        | 59  | 24  | 40  | 64  | 44  | 8  | 5  | 7  | 12 | 14 |
| 2014–2015  | Brandon Wheat Kings      | WHL        | 54  | 30  | 35  | 65  | 69  | 16 | 10 | 9  | 19 | 24 |
| 2015–2016  | Brandon Wheat Kings      | WHL        | 58  | 47  | 59  | 106 | 101 | 21 | 7  | 23 | 30 | 29 |
| 2016–2017  | Springfield Thunderbirds | AHL        | 47  | 9   | 17  | 26  | 47  | —  | —  | —  | —  | —  |
| 2017–2018  | Springfield Thunderbirds | AHL        | 64  | 10  | 26  | 36  | 82  | —  | —  | —  | —  | —  |
|            | Manchester Monarchs      | ECHL       | 6   | 0   | 2   | 2   | 6   | —  | —  | —  | —  | —  |
| 2018–2019  | Florida Panthers         | NHL        | 1   | 0   | 0   | 0   | 2   | —  | —  | —  | —  | —  |
|            | Springfield Thunderbirds | AHL        | 25  | 7   | 21  | 28  | 34  | —  | —  | —  | —  | —  |
| NHL totalt | NHL totalt               | NHL totalt | 1   | 0   | 0   | 0   | 2   | —  | —  | —  | —  | —  |
| AHL totalt | AHL totalt               | AHL totalt | 136 | 26  | 64  | 90  | 163 | —  | —  | —  | —  | —  |
| WHL totalt | WHL totalt               | WHL totalt | 232 | 119 | 159 | 278 | 260 | 45 | 22 | 39 | 61 | 67 |

### Internationellt
| Källa: Uppdaterad: 2018-12-16 | Källa: Uppdaterad: 2018-12-16 | Källa: Uppdaterad: 2018-12-16 |         | Utv = Utvisningsminuter | Utv = Utvisningsminuter | Utv = Utvisningsminuter | Utv = Utvisningsminuter | Utv = Utvisningsminuter |
| År                            | Lag                           | Mästerskap                    | Matcher | Mål                     | Assists                 | Poäng                   | Utv                     |                         |
| ----------------------------- | ----------------------------- | ----------------------------- | ------- | ----------------------- | ----------------------- | ----------------------- | ----------------------- | ----------------------- |
| 2013                          | Kanada                        | Ivan Hlinka                   | 5       | 1                       | 0                       | 1                       | 6                       |                         |
| 2014                          | Kanada                        | U18-VM                        | 6       | 0                       | 2                       | 2                       | 10                      |                         |
| Junior totalt                 | Junior totalt                 | Junior totalt                 | 11      | 1                       | 2                       | 3                       | 16                      |                         |